# Kastamonu (provincie)
Kastamonu is een provincie in Turkije. De provincie is 13.473 km² groot en heeft 359.759 inwoners (2011). De hoofdstad is het gelijknamige Kastamonu.

## Bestuurlijke indeling

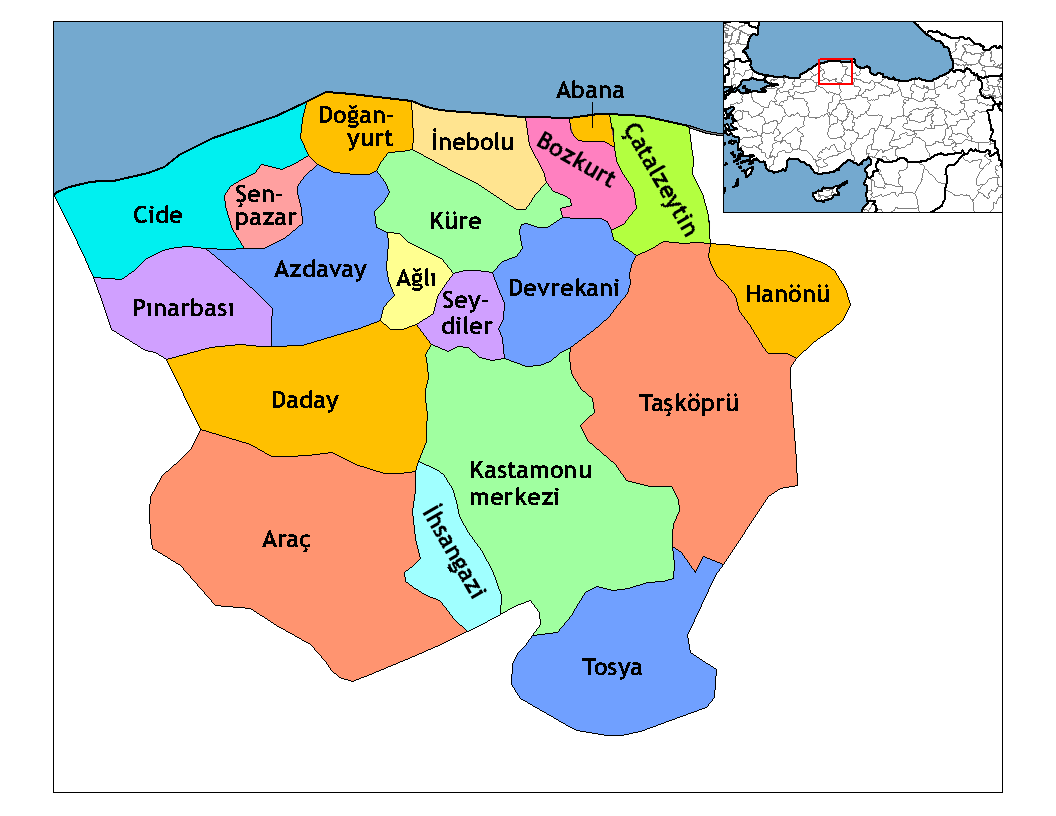
Districten van Kastamonu

### Districten
De provincie bestaat uit de volgende 20 districten:
| - Abana - Ağlı - Araç - Azdavay - Bozkurt | - Çatalzeytin - Cide - Daday - Devrekani - Doğanyurt | - Hanönü - İhsangazi - İnebolu - Kastamonu - Küre | - Pınarbaşı - Şenpazar - Seydiler - Taşköprü - Tosya |